# Гаспарильо
Гаспарилло — город на юге Тринидада. Расположен к востоку от Пуэнт-а-Пьер и к северо-востоку от Сан-Фернандо. Население — 16 426 человек. Название Гаспарилло применяется не только к району Гаспарилло, но и к окружающим его общинам, включая Бонн-Авеню, Реформ и Уайтлэнд. Тринидадцы не используют испанские звуки, говоря Гаспарилло. Правильное местное произношение — «газ-ПАРР-ри-лоу». Гаспарилло управляется региональной корпорацией Кува-Табаките-Талпаро и региональной корпорацией Принцес-Тауна.
Своими размерами Гаспарильо обязан своей близости к нефтеперерабатывающему заводу Петротрин в Пуэнт-а-Пьер. Он также обеспечивает единственный общедоступный маршрут от шоссе сэра Соломона Хочоя до города Марабелла и стадиона Мэнни Рамджона, названного в честь олимпийца, лидера скаутов и давнего жителя Гаспарилло Мэнни Рэмджона.
Торговая палата Гаспарильо была открыта 8 сентября 2018 года.